# Haldern Pop Festival
Das Haldern Pop Festival, auch „Halderner Open Air“ genannt, ist ein Open-Air-Festival, das seit 1984 jährlich in Haldern am Niederrhein auf dem alten Reitplatz an der Lohstraße stattfindet.

## Ausrichtung
Auf dem Haldern-Pop-Musikfestival treten vor allem Rock- und Popbands auf. Der Schwerpunkt liegt vermehrt auf noch unbekannten Gruppierungen der Indie-Musik, Singer-Songwriter und des Folk-Rock und Pop, sowie einigen wenigen national und international bekannten Bands. Damit ist es dem Immergut Festival und dem Orange Blossom Special Festival ähnlich. Es traten in der Vergangenheit aber auch sehr bekannte Künstler wie Bob Geldof (1991), Heather Nova (1998) und Patti Smith (2003 und 2014) auf. Veranstaltungsort ist der Alte Reitplatz in Haldern, wodurch die Anzahl der Zuschauer auf etwa 7000 begrenzt ist. Eine Erweiterung des Festivalgeländes und eine damit verbundene Erhöhung der Besucheranzahl schließen die Veranstalter kategorisch aus.

## Geschichte
Das Festival entstand 1984 aus einer seit 1981 stattfindenden Party (Sause), die von 13 Ministranten des Ortes organisiert wurde. 1982/83 zählte man über 1.500 Besucher; finanziell wurde das Festival anfangs durch Leihgaben aus dem Bekanntenkreis getragen, womit diese Leute als „Aktionäre“ bezeichnet wurden. Auf dem Festival am 23. Juni 1984 wurde erstmals Livemusik gespielt. Im Jahr 1987 spielten Extrabreit, The Affair, The Trash und Midnite Fun, und es fiel erstmals seit 1984 Gewinn ab. Im Jahr 1988 zählte man über 2000 Besucher, unter den Bands waren die zu diesem Zeitpunkt die noch relativ unbekannten Bands Element of Crime und Plan B.
Im Jahr 1991 trat als besonderes Ereignis Bob Geldof in Haldern auf, weiterhin spielten The Jeremy Days, The Blue Aeroplanes, Plan B und Tuff Babies vor knapp 5.000 Zuschauern. Als weiterer Höhepunkt trat im Jahr 1992 die spanische Band Héroes del Silencio auf. Weitere bekannte Bands, die auf dem Haldern-Pop-Musikfestival auftraten, sind dEUS, Phoenix, Guano Apes, Tocotronic, Blumfeld, Muse, Sportfreunde Stiller, Reamonn, Starsailor, Travis, Franz Ferdinand, Keane, Mando Diao, die Cardigans, Mogwai und Kante, Kaiser Chiefs, Kaizers Orchestra, Emilíana Torrini, Adam Green, Kelis, Paolo Nutini, The Kooks, Maxïmo Park, Kate Nash, The View, Kilians, Editors, The Flaming Lips, Rox, Mumford & Sons, Polarkreis 18, Jan Delay und Fettes Brot.
Unter dem Motto „Du die Schwalbe, wir der Sommer“ initiierte Haldern Pop 2013 erstmals ein Crowdfunding-Projekt, um eine filmische Dokumentation des 30. Festivals zu finanzieren.

## Bands und Termine
| Jahr | Datum              | Künstler | Sonstiges      |
| ---- | ------------------ | --- | -------------- |
| 1984 | 23. Juni           | Herne 3, Nightwing, The Chameleons | 3 Bands        |
| 1985 |                    | 42 nd Street, Frantics, Grobschnitt, The Radio | 4 Bands        |
| 1986 |                    | 4Midnite Fun, N’Daga, The Radio | 3 Bands        |
| 1987 |                    | Extrabreit, Midnite Fun, The Affair, The Trash | 4 Bands        |
| 1988 |                    | Element of Crime, Plan B, The Name | 3 Bands        |
| 1989 |                    | Cliff Barnes and the Fear of Winning, Dear Wolf, Fischer-Z, Shiny Gnomes | 4 Bands        |
| 1990 |                    | Energy Orchard, Ferryboat Bill, M. Walking on the Water, Mitteregger, Norbert und die Feiglinge | 5 Bands        |
| 1991 |                    | Bob Geldof and the Vegetarians of Love, Plan B, The Blue Aeroplanes, The Jeremy Days, Tuff Babies | 5 Bands        |
| 1992 |                    | An Emotional Fish, Héroes del Silencio, Kingmaker, The Jeremy Days, The Milltown Brothers | 5 Bands        |
| 1993 |                    | Element of Crime, Immaculate Fools, Maldita Vecindad, Phillip Boa and the Voodooclub, The Hooters, The Silencers, The Tragically Hip | 7 Bands        |
| 1994 |                    | Bettie Serveert, Bobo in White Wooden Houses, Die Muskeln, Roachford, Terry Hoax, The Nits | 6 Bands        |
| 1995 |                    | Dear Wolf, Element of Crime, Giant Sand, H-Blockx, Nationalgalerie, Oil on Canvas, Seven Day Diary, Sun, The Jayhawks | 9 Bands        |
| 1996 |                    | Blumfeld, Dave Matthews Band, Marion, Rekord, Samba, Selig, The Afghan Whigs, The Bluetones, The Walkabouts, Tocotronic, Wolf Maahn | 11 Bands       |
| 1997 |                    | Acid Rain, All Fools Day, Darmstaedter, Die Sterne, Naked Lunch, Niels Frevert, Phonoroid, Pothead, Readymade, Trance Groove, Verge O.D. | 11 Bands       |
| 1998 | 7. bis 8. August   | Addict, Fischmob, Frugal, Gautsch, Guano Apes, Heather Nova, Hothouse Flowers, Irony of Fate, Kent, Readymade und Vivid | 11 Bands       |
| 1999 | 6. bis 7. August   | Beta Band, Blumfeld, dEUS, Fruit, Gay Dad, James, Muse, Ozark Henry, Pussybox, Readymade, Sportfreunde Stiller, The Soundtrack of Our Lives, Tocotronic, Zita Swoon | 14 Bands       |
| 2000 | 11. bis 12. August | Bauer, Caesar, Embrace, F.E.T.T., Heather Nova, Johan, Kashmir, K’s Choice, Laconic Star, Loop, Madrugada, Paul Weller, Real Mother Fishermen, Reamonn, Reef, Soulwax, Spacechild, Sportfreunde Stiller, Tom Liwa | 19 Bands       |
| 2001 | 10. bis 11. August | Blackmail, C.O.E.M., Eisen, JJ72, Josh Joplin Group, Kante, Kelis, Krezip, Mo Solid Gold, Muse, Neil Finn, Phoenix, Phonodrive, Santa’s Boyfriend, Slut, Starfighters, Starsailor, The Divine Comedy, Travis, Turin Brakes, Wunschkind | 21 Bands       |
| 2002 | 9. bis 10. August  | Belle & Sebastian, Doves, Fairfield, Gomez, Ian Brown, Joseph Arthur, Lawn, Leaves, Millionaire, Mull Historical Society, Savoy Grand, Saybia, Supergrass, The Cooper Temple Clause, The Electric Soft Parade, The Notwist, The Project Blonde, The Shining, Zita Swoon | 19 Bands       |
| 2003 | 8. bis 9. August   | Amphibic, Aqualung, Belasco, Bolk, Bright Eyes, Daily Milk, Dead Man Ray, Ed Harcourt, Evan Dando, Frank Popp Ensemble, Isolation Years, Kaizers Orchestra, Kashmir, Koufax, Patti Smith and her Band, Spinvis, The Cardigans, The Raveonettes, Toulouse, Under Byen, Xploding Plastix | 21 Bands       |
| 2004 | 6. bis 7. August   | Adam Green, Amphibic, C.O.E.M., Campus, DAAU, Das Pop, dEUS, Embrace, Gem, Ghinzu, Gísli, Hal, I Am Kloot, José González, Keane, Kings of Leon, Mist, Nicolai Dunger, Patrick Wolf, Paul Weller, Sioen, South, Starsailor, The Divine Comedy, The Dresden Dolls, The Fold, The Soundtrack of Our Lives, Tom Helsen, Unisono | 29 Bands       |
| 2005 | 5. bis 6. August   | Art Brut, Barbie Bangkok, British Sea Power, Daniel Benjamin, Dez Mona, Emilíana Torrini, Françoiz Breut, Franz Ferdinand, Franz Kasper, Gammalapagos, Kaiser Chiefs, Kaizers Orchestra, Mando Diao, Millionaire, Moneybrother, Nada Surf, Phoenix, Polyphonic Spree, Robocop Kraus, Saint Thomas, Saybia, Sportfreunde Stiller, Stijn, The Coral, The House of Love, The Magic Numbers, The Revs, Tocotronic, Zita Swoon | 29 Bands       |
| 2006 | 3. bis 5. August   | Daniel Benjamin, Ed Harcourt, Element of Crime, Final Fantasy, Gem, Guillemots, Hollywood Pornstars, Islands, James Dean Bradfield, Kante, Klein, Lambchop, Martha Wainwright, Miracle Cure, Mogwai, Morning Runner, Motorpsycho, Mumm-Ra, Mystery Jets, Novastar, Paolo Nutini, Solo, The Cooper Temple Clause, The Divine Comedy, The Kooks, The Revs, The Rifles, The Twilight Singers, The Veils, The Waking Eyes, The Wrens, The Zutons, Utah, We Are Scientists | 34 Bands       |
| 2007 | 2. bis 4. August   | An Pierle & White Velvet, Architecture in Helsinki, Brakes, The Drones, Duke Special, The Earlies, The Electric Soft Parade, Friska Viljor, Gabriel Ríos, Get Well Soon, Ghosts, Grand Island, Jamie T, Jan Delay and Disko No. 1, Johnossi, Kate Nash, Loney Dear, Maccabees, The Magic Numbers, Malajube, Naked Lunch, Navel, Patrick Watson, Paul Steel, Polarkreis 18, Ripchord, Serena Maneesh, Shout Out Louds, Spiritualized - Acoustic Mainlines, The View, Tunng, Two Gallants, Under Byen, Voxtrot, The Waterboys | 35 Bands       |
| 2008 | 7. bis 9. August   | Alamo Race Track, Bernd Begemann, Bohren & der Club of Gore, Dagons, The Dodos, Editors, Fettes Brot, Fink, Finn, Flaming Lips, Fleet Foxes, Foals, Gisbert zu Knyphausen, Gravenhurst, Guillemots, Gutter Twins, The Heavy, Iron & Wine, Jack Penate, Jamie Lidell, Joan as Police Woman, Jumbo Jet, Kate Nash, Kula Shaker, Loney, Dear, Lykke Li, Maxïmo Park, Mintzkov, My Brightest Diamond, The National, Norman Palm, Okkervil River, Ólafur Arnalds, Scott Matthew, The Kilians, White Lies, Yeasayer | 37 Bands       |
| 2009 | 13. bis 15. August | Alexander Tucker & The Decomposed Orchestra, Andrew Bird, Anna Ternheim, Athlete, Asaf Avidan & the Mojos, Blitzen Trapper, BLK JKS, Bon Iver, Broken Records, Colin Munroe, Dear Reader, Denison Witmer, Edward Sharpe & The Magnetic Zeros, Fettes Brot, Final Fantasy, Gravenhurst, Grizzly Bear, Health, Hjaltalín, I Like Trains, Little Boots, Loney, Dear, Mumford & Sons, Noah and the Whale, Palm Springs, Patrick Watson, Port O’Brien, The Irrepressibles, The Maccabees, The Soundtrack of Our Lives, The Temper Trap, The Thermals, The Vals, Tonfisch, William Fitzsimmons, Wildbirds & Peacedrums, Wintersleep, Woodpigeon | 38 Bands       |
| 2010 | 12. bis 14. August | Beach House, Bear in Heaven, Beirut, Blood Red Shoes, Chapel Club, Cymbals Eat Guitars, Dan Deacon, Daniel Benjamin, David Ford, Delphic, Detroit Social Club, Efterklang, Esben and the Witch, Everything Everything, Fanfarlo, Frightened Rabbit, Fyfe Dangerfield, Gary, Helgi Jónsson, I Blame Coco, Isbells, Junip, Laura Marling, Moss, Mumford & Sons, Nils Frahm, Philipp Poisel, Portugal. The Man, Post War Years, Rox, Seabear, Serena Maneesh, Sleepy Sun, Sophie Hunger, Stornoway, The Black Atlantic, The Low Anthem, The National, The Tallest Man on Earth, The Whale Watching Tour, The Young Rebel Set, Thus:Owls, Triggerfinger, Villagers, Wendy McNeill, Yeasayer | 45 Bands       |
| 2011 | 11. bis 13. August | 206, Agnes Obel, Alex Winston, Alexi Murdoch, Anna Calvi, Ben Howard, Bodi Bill, Brandt Brauer Frick Ensemble, Codes In The Clouds, Coma, Dan Mangan, Destroyer, Dry The River, Explosions in the Sky, Fleet Foxes, Gisbert zu Knyphausen, Golden Kanine, Hauschka, Isbells, James Blake, James Vincent McMorrow, Johnny Flynn, Josh T. Pearson, Julia Marcell, LaBrassBanda, Matthew and the Atlas, Miss Li, Moddi, Moss, My Brightest Diamond, Nils Frahm & Anne Müller, Okkervil River, Other Lives, Retro Stefson, Rival Consoles, Selah Sue, Socalled, SpringerParker, Steve Cradock, Suuns, The Antlers, The Avett Brothers, The Black Atlantic, The Low Anthem, The Wombats, Tim Isfort, Timber Timbre, Toy Horses, Warpaint, Wild Beasts, Wir sind Helden, Yuck | 52 Bands       |
| 2012 | 9. bis 11. August  | A Winged Victory for The Sullen, Arthur Beatrice, Alcoholic Faith Mission, Alt-J, Apparat, Ben Howard, Bowerbirds, Boy & Bear, Charles Bradley, Chinawoman, Chris Garneau, Daan, Dan Mangan, Damien Jurado, Daughter, Der König tanzt, Diagrams, EFFI, Emanuel and the Fear, Ewert and the Two Dragons, Grant Lee Buffalo, Guillemots, Here We Go Magic (ausgefallen), HELMUT, Honig, Iceage, Jaga Jazzist, Jamie N Commons, Loney Dear, Megafaun, Niels Frevert, Nigel Wright, Oberhofer, Other Lives, Patrick Watson, Philipp Poisel, Skinny Lister, Steve Smyth, Team Me, The Afghan Whigs, The British Expeditionary Force, The Maccabees, The War on Drugs, Thees Uhlmann & Band, tUnE-yArDs, Two Door Cinema Club, Wendy McNeill, White Rabbits, Wilco, Willis Earl Beal, Wye Oak, Zulu Winter |                |
| 2013 | 8. bis 10. August  | Alabama Shakes, Allah-Las, Anna von Hausswolff, Ásgeir Trausti, Balthazar, Bear’s Den, Ben Caplan, Brandt Brauer Frick, Buke and Gase, Connan Mockasin, DakhaBrakha, Dan Croll, Death Letters, Denis Jones, Die Goldenen Zitronen, Douglas Dare, Duologue, Ebbot Lundberg and Trummor & Orgel, Efterklang, Florian Ostertag, Glen Hansard, Gold Panda, Half Moon Run, Ja, Panik, James, Jherek Bischoff, John Grant, Julia Holter, Käptn Peng & Die Tentakel von Delphi, Kettcar, Lee Fields & The Expressions, Local Natives, Lubomyr Melnyk, Luke Sital-Singh, METZ, Mikal Cronin, Orchestre Miniature in the Park, Owen Pallett, Pascal Finkenauer, Regina Spektor, Renate Granate, Rival Consoles, Rubik, Sam Amidon, Sophie Hunger, Stargaze with Andé de Ridder, Suuns, The Staves, The Strypes, These New Puritans, This Is the Kit, Tom Odell, Trümmer, Villagers, We Were Promised Jetpacks | Fotos          |
| 2014 | 7. bis 9. August   | Alexi Murdoch, All the Luck in the World, Augustines, Benjamin Clementine, Bernhoft, Big Sixes, Big Ups, Black Lips, Boy & Bear, Cantus Domus, Carlos Cipa, Champs, Charity Children, Chet Faker, Conor Oberst, Connan Mockasin, Dawes, East Cameron Folkcore, Ed Harcourt, Enno Bunger, Ewert and the Two Dragons, Fat White Family, Fink, First Aid Kit, Grant Hart with stargaze, Honig, Hozier, Jeff Beadle, Jeffrey Lewis & the Jrams, Jonathan Toubin, Josh Record, Kurt Vile & the Violators, Kwabs, Lee Fields & the Expressions, Luke Sital-Singh, Manu Delago Handmade, Mariam The Believer, Money for Rope, My Brightest Diamond, Never Sol, Nick Mulvey, Ought, Patti Smith and her band, Poppy Ackroyd, Rhodes, Royal Blood, Ry X, Samantha Crain, Sam Smith, Speedy Ortiz, stargaze und André de Ridder, Stephan Eicher, Sun Kil Moon, The Acid, The Districts, The Mispers, The Slow Show, Tom The Lion, Trampled by Turtles, Wintergatan Der Auftritt von George Ezra wurde wegen einer Erkrankung abgesagt. - Hauptbühne 2014 | Fotos          |
| 2015 | 13. bis 16. August | Alcoholic Faith Mission, AnnenMayKantereit, Bear’s Den, Benjamin Booker, Bernd Begemann & Die Befreiung, Big Sixes, Bilderbuch, Cantus Domus, Courtney Barnett, Dan Deacon, Delta Rae, dEUS, Die Sonne, DMA’S, Dotan, Douglas Dare, Family of the Year, Father John Misty, Frances, Grandbrothers, Heisskalt, Ibeyi, Iceage, Intergalactic Lovers, Johann Sebastian Bach (Musik von ihm), Kapok, Kate Tempest, Kiasmos, Kiko King & creativemaze, Låpsley, Laura Marling, Liam Ó Maonlai & Peter O’Toole, Low Roar, Magnus, MAMMÚT, Marcus Wiebusch, Mark Geary feat. Grainne Hunt, Nils Frahm, Olli Schulz, Public Service Broadcasting, Puts Marie, Rae Morris, Savages, Soak, Someday Jacob, stargaze, Steve Gunn, Sunset Sons, Terra Profonda, The Bronze Medal, The Districts, The Slow Show, The War on Drugs, Tor Miller, Tora, Tour of Tours, Viet Cong, Villagers, White Fence, Woods of Birnam |                |
| 2016 | 11. bis 13. August | Ala.ni, Albin Lee Meldau, Alex Vargas, Algiers, Amber Arcades, Arthur Beatrice, Ben Caplan & the Casual Smokers, Cantus Domus, Cloves, Conner Youngblood, Damien Rice, Daughter, Die Nerven, Drangsal, Ebbot Lundberg & the Indigo Children, Elias, Fai Baba, Frightened Rabbit, Frost, Gewalt, Glen Hansard, GoGo Penguin, Heisskalt, Hothouse Flowers 3, Hubert von Goisern, Husky, Izzy Bizu, Jack Garratt, Jalen N’Gonda, Jambinai, Jason Isbell, Julia Holter, Låpsley, Lea, Liima, Loney Dear, Martin Kohlstedt, Me + Marie, Melanie de Biasio, Michael Kiwanuka, Minor Victories, Money, Monobo Son, Rationale, Roo Panes, Samm Henshaw, Sara Hartman, Sean Noonan, St. Paul & the Broken Bones, stargaze, theAngelcy, The Besnard Lakes, The Graveltones, The Lytics, The Rad Trads, The Strypes, The Vryll Society, Thees Uhlmann, This Is The Kit, Trevor Sensor, Walking On Cars, Whitney, Wintergatan, Woman, Yak - The Angelcy in der Haldern Pop Bar - Hubert von Goisern auf der Hauptbühne - Michael Kiwanuka auf der Hauptbühne - Drangsal im Spiegelzelt | Fotos          |
| 2017 | 10. bis 12. August | A Blaze of Feather, Ajimal, Aldous Harding, Anna Meredith, AnnenMayKantereit, Badbadnotgood, Bear’s Den, Benjamin Clementine, Bergfilm, Bilderbuch, Blaudzun, Cantus Domus, Charlie Cunningham, Clueso, Conor Oberst, Daniel Brandt & Eternal Something, Die Höchste Eisenbahn, Emmsjé Gauti, Faber, Get Well Soon, Giant Rooks, Hurray for the Riff Raff, Idles, Isaac Gracie, Joe Fox, Joep Beving, John Joseph Brill, Joseph J. Jones, Julia Jacklin, Julie Byrne, Käptn Peng & Die Tentakel von Delphi, Kate Tempest, Klangstof, Let’s Eat Grandma, Lisa Hannigan, Little Hurricane, Loyle Carner, Luke Elliot, Mahalia, Mammal Hands, Mammút, Mario Batković, Martin Kohlstedt, Matt Maltese, Matthew and the Atlas, Mavi Phoenix, Me + Marie, Messer, Nick Waterhouse, Nothing, Parcels, Penguin Café, Radical Face, Shame, Skinny Living, Sløtface, The Afghan Whigs, The Amazons, The Inspector Cluzo, The James Hunter Six, Tom Grennan, Von Wegen Lisbeth, White Wine, Wildes, Wolf Maahn - AnnenMayKantereit auf der Hauptbühne - Faber auf der Hauptbühne - Idles im Spiegelzelt - Charlie Cunningham in der St.-Georg-Kirche | Fotos          |
| 2018 | 9. bis 12. August  | Adam French, Alabaster dePlume, Amyl and the Sniffers, Aquilo, Ari Roar, Ariel Pink, Astronautalis, Big Thief, Broen, Canshaker Pi, Cantus Domus, Chad Lawson, Claus van Bebber, Curtis Harding, Das Paradies, De Staat, Deerhoof, Dirty Projectors, DJ St. Paul, Fabrizio Cammarata, Fink, Fortuna Ehrenfeld, Gisbert zu Knyphausen, Hannah Williams & the Affirmations, Hatis Noit, Hope, Housewives, Infidelix, Jade Bird, Jake Bugg, Jenny Lewis, Jonas David, Jonathan Bree, Jordan Mackampa, Julian Sartorius, Kettcar, Kevin Morby, King Gizzard & the Lizard Wizard, Landlady, Lewsberg, Lisa Hannigan & stargaze, Love A, Mario Batković & Friends, Marius Bear, Marlon Williams, Matteo Myderwyk, Moncrieff, Nils Frahm, Nilüfer Yanya, Philipp Poisel, Phoebe Bridgers, Protomartyr, Public Service Broadcasting, Reverend Beat-Man and the New Wave, Rival Consoles, Rolling Blackouts Coastal Fever, Sampa the Great, Schnellertollermeier, Seamus Fogarty, Seun Kuti & Egypt 80, Shortparis, Sleaford Mods, Someday Jacob, Stefan Florian, Tamino, Terra Profonda, The Barr Brothers, The Inspector Cluzo, The Lemon Twigs, The Lytics, The Slow Readers Club, Tinpan Orange, Tristan Brusch, Villagers, White Wine, Wood River - Gisbert zu Knyphausen auf der Hauptbühne - Curtis Harding auf der Hauptbühne - Phoebe Bridgers im Spiegelzelt - Hope im Spiegelzelt                                   | 76 Bands Fotos |
| 2019 | 8. bis 10. August  | 5K HD, Alex the Astronaut, Alyona Alyona, Another Sky, Balthazar, Barns Courtney, Black Midi, Blanco White, Brad Barr, Brandt Brauer Frick, Cantus Domus, Charlie Cunningham, Daughters, David Keenan, DJ St. Paul, Durand Jones & The Indications, Dylan Cartlidge, Elektro Guzzi, Faber, Faraj Suleiman, Father John Misty, Felix Kramer, Fontaines D.C., Gerry Cinnamon, Gewalt, Giant Rooks, Gurr, Haiku Hands, Idles, Jack Curley, James Leg, Jeremy Dutcher, Jesse Mac Cormack, Jungstötter, Júníus Meyvant, Kadavar, Kat Frankie, Keir, Khruangbin, Kikagaku Moyo, Kirill Richter, Kuersche, Lisa Morgenstern, Loyle Carner, Maarja Nuut & Ruum, Manuel Troller, Michael Kiwanuka, Moka Efti Orchestra, Money For Rope, Neele needs a holiday, Opus m, Palace, Patrick Watson, Pictures, Puts Marie, Rayland Baxter, Robocobra Quartet, Sea Girls, Shida Shahabi, Soap&Skin with stargaze, Soeckers, Sophie Hunger, stargaze & Greg Saunier, Stella Donnelly, Syml, Tangarine, Tereza, The Chats, The Districts, Thirsty Eyes, Tony Carey, Town of Saints, Wand, Whenyoung, Whitney, Woods of Birnam Aus gesundheitlichen Gründen mussten die Auftritte von Julien Baker und Dermot Kennedy abgesagt werden. Der Auftritt von Flamingods wurde aus logistischen Gründen abgesagt. - Balthazar auf der Hauptbühne - Sophie Hunger auf der Hauptbühne - Haiku Hands im Spiegelzelt - GURR in der Haldern Pop Bar | 77 Bands Fotos |
| 2020 | -                  | Das Festival 2020 musste wegen der COVID-19-Pandemie abgesagt werden. Stattdessen gab es ein Live Streaming Festival mit folgenden Bands live aus Dingle, Irland: Cormac Begley, Lisa Hannigan, Peter Broderick, und folgenden Bands live aus Haldern: stargaze, Black Country, New Road, All The Luck In The World, Loney Dear | 8 Bands        |
| 2021 | 12. bis 14. August | Aufgrund der anhaltenden Covid-19-Pandemie fand das Festival vom 12. bis 14. August 2021 in verkleinerter Form statt., es spielten All the Luck in the World, Black Country, New Road, Cantus Domus, Catastrophe, Denise Chaila, Elias Bender Rønnenfelt, Fabian Simon & The Moon Machine, Jelly Cleaver, Kikagaku Moyo, Tereza, The Holy, Tim The Lion Tamer, Wu-Lu | 14 Bands       |
| 2022 | 11. bis 14. August | 1000 Robota, Aaron Smith, Anaïs Mitchell, Anna Calvi, Anne Müller, BADBADNOTGOOD, Beatsteaks, Bettina Bruns, Black Country, New Road, Black Midi, Buntspecht, Cantus Domus, Chartreuse, Curtis Harding, Dry Cleaning, Eli Smart, Ellie Dixon, Emilie Zoé, Erdmöbel, Eric Pfeil, Etaoin, Ethan P. Flynn, Extraliscio, Famous, Friedberg, Fruit Bats, Geese, Ghum, Gilla Band, Glauque, Grace Cummings, Gustaf, Hatis Noit, Horse Lords, Husten, Kae Tempest, Kathryn Joseph, King Hannah, Loney Dear, Meskerem Mees, Mid City, Nilüfer Yanya, Parquet Courts, PITS feat. Jan Brauer, Robocobra Quartet, Seratones, Shame, Shortparis, Sinead O‘Brien, Sons of Kemet, Sports Team, Squid, stargaze, TEKE::TEKE, Terra Profonda, The Lounge Society, The Physics House Band, Thumper, Thus Owls, Tom Jahn, Vasco Brondi, Wet Leg, Wu-Lu, Yard Act | 64 Bands       |
| 2023 | 3. bis 5. August   | Adam French, Alela Diane, Anushka Chkheidze, Baby Volcano, Balming Tiger, Bear’s Den, Bingo Fury, Bipolar Feminin, Bo Ningen, Brockhoff, Butch Kassidy, Cantus Domus & Sven Helbig, Childe, Christian Lee Hutson, Courting, Die Nerven, Divorce, Dobrawa Czocher, Douglas Dare, Dylan Cartlidge, Emilie Zoé, Famous, Floodlights, Frankie and the Witch Fingers, Freddy Fischer & His Cosmic Rocktime Band, Gaspar Claus, Gemma Thompson, Get Jealous, Glauque, Glen Hansard, Gurriers, Hamish Hawk, Hania Rani, Just Mustard, Katy J. Pearson, Lanterns on the Lake, Leoniden, Lie Ning, Lily Moore, Low Cut Connie, Marina Herlop, Mario Batković & The Broke Bankers, Matthis Pascaud & Hugh Coltman, Mick Flannery, Susan O’Neill, Nation of Language, Nnamdï, November Ultra, Olivia Dean, Omni Selassi, Panic Shack, Porridge Radio, Protomartyr, Rolf Blumig, Sorry, Special Interest, Staples Jr. Singers, Sylvie Kreusch, The Comet Is Coming, The Golden Dregs, The Joy Hotel, The Mysterines, Tom Odell, Wendy McNeill, Willie J. Healey, Wunderhorse | 66 Bands       |
| 2024 | 8. bis 10. August  | Angélica Garcia, Anna Ternheim, Anushka Chkheidze, Avalanche Kaito, BC Camplight, Bel Cobain, Berq, Big Special, Billie Marten, Blanco White, Büşra Kayıkçı, Cantus Domus, Chalk, Chilly Gonzales, Conchúr White, Crème Solaire, Dave Okumu & 7 Generations, Deadletter, Debby Friday, Devendra Banhart, Dino Brandão, Dog Race, EBBB, Elephant, Faber, Fat Dog, Fitzgerald & Rimini, Fontaines D.C., GINA ÉTÉ, Go-Jo, Gringo Mayer & die Kegelband, Hana Stretton, Heisskalt, Holly Macve, HONESTY, Jacob Alon, John Francis Flynn, Just Mustard, King Hannah, Lanterns on the Lake, Laura Masotto, Loney Dear, Los Sara Fontan, Mary in the junkyard, Mel D, Mestizo, Michael Wollny Trio, Mick Flannery, Molly Parden, Moon Hooch, Nichtseattle, Obliecht, Philipp Johann Thimm, Picture Parlour, Porcelain id, Puma Blue, Quirinello, Roosmarijn, Sam Akpro, Sharktank, Susan O’Neill, Stargaze, The Mary Wallopers, The Silhouettes Project, Tramhaus, UTO, Villagers, YARD, Yard Act | 69 Bands       |

## Festivalumfeld
Von 1998 bis 2005 wurde ein Sampler mit Musik der Bands des Jahres veröffentlicht. Daraus entwickelte sich 2004 das Independent-Plattenlabel Haldern Pop Recordings. Als mitten im Dorf eine Kneipe aufgegeben werden sollte, wurde ein Konzept für ein Off-Day-Hotel entwickelt. Bands, die zwischen zwei Auftritten einen freien Tag haben, bekommen so seit 2009 freie Kost und Logis gegen ein abendliches Konzert „auf Hut“ in der Haldern Pop Bar. Im Haus befinden sich auch die Veranstaltungsagentur Raum 3, die u. a. das Festival organisiert, das Label Haldern Pop Recordings und der Haldern Pop Shop, so dass eine enge Kooperation möglich ist. Zum lokalen Festivalumfeld zählen auch das Tonstudio Keusgen, in dem während des Festivals kleine Akustikkonzerte stattfinden, und die Mikrofonmanufaktur Dirk Brauner. Seit 2015 gibt es den Festivalableger Kaltern Pop Festival im Südtiroler Dorf Kaltern, wo jeweils im Oktober ein Indoorfestival organisiert wird.
Vor dem Haldern Pop Festival in 2006 ging das Spiegelzelt ab dem 5. Mai mit 15 Bands auf Tour durch Köln, Heidelberg, Berlin, Leipzig, München, Dresden und Hamburg.

## In den Medien
- Pop auf'm Dorf. Ein Web-Special. Multimediale Reportage, Rockpalast und WDR.de, 2013 (ausgezeichnet mit dem Grimme Online Award 2014)
- Kai Lückemeier, Jan Tengeler: Weltmusik in der Provinz. Lange Nacht über das Haldern Pop Festival. Deutschlandfunk, 3./4. August 2019 (Wiederholung vom 25./26. Juli 2015)
  - Mitschnitt der Sendung (Memento vom 4. August 2019 im Internet Archive), ca. 166 min, MP3-Format, ca. 152 MB
  - Manuskript der Sendung (PDF; 360 kB)
- Anja Buchmann: „Be true, not better“. Das Haldern Pop Festival. Interview mit dem künstlerischen Festivalleiter Stefan Reichmann. Corso, Deutschlandfunk, 8. August 2015
- Alexander Möthe: Haldern-Pop-Chef Stefan Reichmann: „Wir wollen nie vor der Erwartung kapitulieren“. Handelsblatt, 10. August 2016; Interview
- Christoph Dallach: Popleitzahl 46459. Ausgerechnet Haldern: Wie eine Kleinstadt zum Musikereignis wurde. In: Kulturspiegel, 6/2014
- Jan Wigger: 25 Jahre Haldern-Open-Air. „Amy Winehouse ja, Pete Doherty nein“. Interview mit Gründer Stefan Reichmann. Spiegel Online, 7. August 2008
- Sebastian Dalkowski: Deutschlands kleinste Popmetropole. Die Welt, Ausgabe Düsseldorf, 7. August 2013
- Zwischentöne – Musik und Fragen zur Person. Der Festivalleiter Stefan Reichmann im Gespräch mit Stephan Beuting.  Deutschlandfunk, 7. Februar 2021

## Hommagen
Der in Haldern geborene Autor und Komponist Heiner Frost komponierte 2014 ein Klaviersolo mit dem Titel Der Regen lächelt als Hommage an das Haldern Pop. 2016 wurde er eingeladen, das Festival in der Dorfkirche mit dieser Hommage und weiteren eigenen Werken zu eröffnen.

## Auszeichnungen
- European Festival Awards 2011: Best Small European Festival
- Helga Festival Award 2013 – Kategorien: „Feinstes Booking“ und „Schönster Zeltplatz“[11]
- Helga Festival Award 2014 – Kategorie: „Feinstes Booking“[12]
- Helga Festival Award 2017 – Kategorien: „Leidenschaftlichste Festival-Performance“ und „Bestes Gewissen“[13]

## Publikationen
- Raum 3 (Hrsg.):13 Jahre Halderner Open Air Festival am Niederrhein. Eine Bildergeschichte von Steckdosen, Popmusikanten & dem Spirit of Freedom and Landluft unter freiem Himmel. 1. Auflage. Cyrener, Rees-Haldern, 1996, ISBN 3-9804979-0-9, 64 Seiten
- Wolfgang Linneweber, Stefan Reichmann: Datt Blatt. Die Zeitschrift zum 24. Haldern-Pop-Festival 2007, 2.-4. August 2007, Haldern am Niederrhein. Raum 3, Rees-Haldern, 2007, 50 Seiten[14]
- Wolfgang Linneweber, Stefan Reichmann: Datt Blatt. Die Zeitschrift zum 26. Haldern-Pop-Festival 2009. Raum 3, Rees-Haldern, 2009, 50 Seiten[15]

## Tonträger
Die CDs aus der Vollmilch-Serie erschienen für die Jahrgänge 1998 bis 2005 in der Regel im Folgejahr und wurden den Festivalbesuchern des Folgejahres angeboten. Auf den CDs findet sich eine Songauswahl der Bands, die im jeweiligen Jahr in Haldern gespielt haben, aber nicht zwingend Liveaufnahmen vom Haldern Pop.
- 15. Halderner Open Air – Vollmilch '98. CD
- 16. Halderner Open Air – Vollmilch 1999. CD
- 17. Halderner Open Air – Respekt vor der Freizeit – Vollmilch das war 2000. CD
- Das war Haldern 2001 – Vollmilch – Wer bei Regen Sonnenmilch kauft, weiss, das der Stuhl zuerst ein Baum ist. CD
- Haldern Pop – 19. Halderner Open Air: Vollmilch 2002 – Viele Grüße aus dem Lindendorf. CD
- Vollmilch 2003 (Das Original) – Haldern Pop Festival 2003 – Es schliesst sich der Kreis, wenn die Richtung stimmt. CD
- Haldern Pop – Vollmilch 2004 – Ein Wochenende am Niederrhein – Die Zukunft ist klein. CD
- Haldern Pop – Vollmilch 2005. CD
- Von der Struktur zu den Liedern. XXV. Haldern-Pop-Festival 08. CD, Raum 3, Rees-Haldern, 2008, Haldern Pop Recordings[16]

## Filme
- Du die Schwalbe, wir der Sommer. Ein Film von Stefan Reichmann & Springerparker. DVD-Video plus 16-seitiges Booklet, enthält Live-Aufnahmen vom 30. Haldern Pop-Festival August 2013, Haldern Pop Recordings HP-DVD-001, Raum 3, Rees-Haldern, 2014[17]